# Jérémy Morel
Jérémy Morel (Lorient, 2 aprile 1984) è un ex calciatore malgascio, di ruolo difensore.

## Carriera

### Club
Nel 2011, dopo 9 stagioni passate nel Lorient, passa al Marsiglia, firmando un contratto quadriennale.
Il 1º giugno 2015, in scadenza di contratto, firma un contratto triennale con il Lione, squadra con cui segna il suo primo goal il 13 aprile 2017 nella partita disputata contro il Beşiktaş, valida per i quarti di finale di Europa League e terminata 2-1 per la squadra francese.

### Nazionale
Nel 2018 ha esordito nella nazionale malgascia, con la quale nel 2019 ha partecipato alla Coppa d'Africa.

## Statistiche

### Presenze e reti nei club
Statistiche aggiornate al 16 aprile 2023.
| Stagione                   | Squadra                    | Campionato                 | Campionato | Campionato | Coppe nazionali | Coppe nazionali | Coppe nazionali | Coppe continentali | Coppe continentali | Coppe continentali | Altre coppe | Altre coppe | Altre coppe | Totale | Totale |
| Stagione                   | Squadra                    | Comp                       | Pres       | Reti       | Comp            | Pres            | Reti            | Comp               | Pres               | Reti               | Comp        | Pres        | Reti        | Pres   | Reti   |
| -------------------------- | -------------------------- | -------------------------- | ---------- | ---------- | --------------- | --------------- | --------------- | ------------------ | ------------------ | ------------------ | ----------- | ----------- | ----------- | ------ | ------ |
| 2002-2003                  | Lorient                    | L2                         | 2          | 0          | CF+CdL          | 0               | 0               | -                  | -                  | -                  | -           | -           | -           | 2      | 0      |
| 2003-2004                  | Lorient                    | L2                         | 18         | 2          | CF+CdL          | 1+2             | 0               | -                  | -                  | -                  | -           | -           | -           | 21     | 2      |
| 2004-2005                  | Lorient                    | L2                         | 24         | 3          | CF+CdL          | 0               | 0               | -                  | -                  | -                  | -           | -           | -           | 24     | 3      |
| 2005-2006                  | Lorient                    | L2                         | 28         | 0          | CF+CdL          | 3+1             | 0               | -                  | -                  | -                  | -           | -           | -           | 32     | 0      |
| 2006-2007                  | Lorient                    | L1                         | 29         | 1          | CF+CdL          | 0+1             | 0               | -                  | -                  | -                  | -           | -           | -           | 30     | 1      |
| 2007-2008                  | Lorient                    | L1                         | 29         | 0          | CF+CdL          | 3+0             | 0               | -                  | -                  | -                  | -           | -           | -           | 32     | 0      |
| 2008-2009                  | Lorient                    | L1                         | 36         | 4          | CF+CdL          | 3+0             | 0               | -                  | -                  | -                  | -           | -           | -           | 39     | 4      |
| 2009-2010                  | Lorient                    | L1                         | 19         | 0          | CF+CdL          | 0+2             | 0               | -                  | -                  | -                  | -           | -           | -           | 21     | 0      |
| 2010-2011                  | Lorient                    | L1                         | 29         | 2          | CF+CdL          | 4+0             | 0               | -                  | -                  | -                  | -           | -           | -           | 33     | 2      |
| Totale Lorient             | Totale Lorient             | Totale Lorient             | 214        | 12         |                 | 20              | 0               |                    | -                  | -                  |             | -           | -           | 234    | 12     |
| 2011-2012                  | Olympique Marsiglia        | L1                         | 33         | 0          | CF+CdL          | 3+4             | 0               | UCL                | 8                  | 0                  | SF          | 1           | 1           | 49     | 1      |
| 2012-2013                  | Olympique Marsiglia        | L1                         | 36         | 1          | CF+CdL          | 2+1             | 0               | UEL                | 7                  | 0                  | -           | -           | -           | 46     | 1      |
| 2013-2014                  | Olympique Marsiglia        | L1                         | 20         | 0          | CF+CdL          | 0+1             | 0               | UCL                | 5                  | 0                  | -           | -           | -           | 26     | 0      |
| 2014-2015                  | Olympique Marsiglia        | L1                         | 31         | 1          | CF+CdL          | 1+0             | 0               | -                  | -                  | -                  | -           | -           | -           | 32     | 1      |
| Totale Olympique Marsiglia | Totale Olympique Marsiglia | Totale Olympique Marsiglia | 120        | 2          |                 | 12              | 0               |                    | 20                 | 0                  |             | 1           | 1           | 153    | 3      |
| 2015-2016                  | Olympique Lione            | L1                         | 31         | 0          | CF+CdL          | 3+2             | 0               | UCL                | 4                  | 0                  | SF          | 0           | 0           | 40     | 0      |
| 2016-2017                  | Olympique Lione            | L1                         | 29         | 0          | CF+CdL          | 2+0             | 0               | UCL+UEL            | 6+6                | 0+1                | SF          | 1           | 0           | 44     | 1      |
| 2017-2018                  | Olympique Lione            | L1                         | 33         | 0          | CF+CdL          | 2+0             | 0               | UEL                | 6                  | 0                  | -           | -           | -           | 41     | 0      |
| 2018-2019                  | Olympique Lione            | L1                         | 12         | 0          | CF+CdL          | 1+0             | 0               | UCL                | 1                  | 0                  | -           | -           | -           | 14     | 0      |
| Totale Olympique Lione     | Totale Olympique Lione     | Totale Olympique Lione     | 105        | 0          |                 | 10              | 0               |                    | 23                 | 1                  |             | 1           | 0           | 139    | 1      |
| 2019-2020                  | Rennes                     | L1                         | 21         | 1          | CF+CdL          | 2+1             | 0               | UEL                | 3                  | 1                  | SF          | 1           | 0           | 28     | 2      |
| 2020-2021                  | Lorient                    | L1                         | 28         | 0          | -               | -               | -               | -                  | -                  | -                  | -           | -           | -           | 28     | 0      |
| 2021-2022                  | Lorient                    | L1                         | 9          | 0          | -               | -               | -               | -                  | -                  | -                  | -           | -           | -           | 9      | 0      |
| 2022-2023                  | Montagnarde                | N3                         | 14         | 0          | -               | -               | -               | -                  | -                  | -                  | -           | -           | -           | 14     | 0      |
| Totale carriera            | Totale carriera            | Totale carriera            | 511        | 15         |                 | 45              | 0               |                    | 46                 | 2                  |             | 3           | 1           | 605    | 18     |

### Cronologia presenze e reti in nazionale
| Cronologia completa delle presenze e delle reti in nazionale ― Madagascar | Cronologia completa delle presenze e delle reti in nazionale ― Madagascar | Cronologia completa delle presenze e delle reti in nazionale ― Madagascar | Cronologia completa delle presenze e delle reti in nazionale ― Madagascar | Cronologia completa delle presenze e delle reti in nazionale ― Madagascar | Cronologia completa delle presenze e delle reti in nazionale ― Madagascar | Cronologia completa delle presenze e delle reti in nazionale ― Madagascar | Cronologia completa delle presenze e delle reti in nazionale ― Madagascar |
| Data                                                                      | Città                                                                     | In casa                                                                   | Risultato                                                                 | Ospiti                                                                    | Competizione                                                              | Reti                                                                      | Note                                                                      |
| ------------------------------------------------------------------------- | ------------------------------------------------------------------------- | ------------------------------------------------------------------------- | ------------------------------------------------------------------------- | ------------------------------------------------------------------------- | ------------------------------------------------------------------------- | ------------------------------------------------------------------------- | ------------------------------------------------------------------------- |
| 18-11-2018                                                                | Antananarivo                                                              | Madagascar                                                                | 1 – 3                                                                     | Sudan                                                                     | Qual. Coppa d'Africa 2019                                                 | -                                                                         |                                                                           |
| 23-3-2019                                                                 | Dakar                                                                     | Senegal                                                                   | 2 – 0                                                                     | Madagascar                                                                | Qual. Coppa d'Africa 2019                                                 | -                                                                         |                                                                           |
| 2-6-2019                                                                  | Lussemburgo                                                               | Lussemburgo                                                               | 3 – 3                                                                     | Madagascar                                                                | Amichevole                                                                | -                                                                         |                                                                           |
| 7-6-2019                                                                  | Bondoufle                                                                 | Kenya                                                                     | 1 – 0                                                                     | Madagascar                                                                | Amichevole                                                                | -                                                                         |                                                                           |
| 7-7-2019                                                                  | Alessandria d'Egitto                                                      | Madagascar                                                                | 2 – 2 dts (4-2 dtr)                                                       | RD del Congo                                                              | Coppa d'Africa 2019 - Ottavi di finale                                    | -                                                                         | 105’ 113’                                                                 |
| 11-7-2019                                                                 | Il Cairo                                                                  | Madagascar                                                                | 0 – 3                                                                     | Tunisia                                                                   | Coppa d'Africa 2019 - Quarti di finale                                    | -                                                                         | 66’                                                                       |
| 16-11-2019                                                                | Antananarivo                                                              | Madagascar                                                                | 1 – 0                                                                     | Etiopia                                                                   | Qual. Coppa d'Africa 2021                                                 | -                                                                         |                                                                           |
| 19-11-2019                                                                | Niamey                                                                    | Niger                                                                     | 2 – 6                                                                     | Madagascar                                                                | Qual. Coppa d'Africa 2021                                                 | 1                                                                         |                                                                           |
| 12-10-2020                                                                | El Jadida                                                                 | Burkina Faso                                                              | 2 – 1                                                                     | Madagascar                                                                | Amichevole                                                                | -                                                                         |                                                                           |
| 12-11-2020                                                                | Abidjan                                                                   | Costa d'Avorio                                                            | 2 – 1                                                                     | Madagascar                                                                | Qual. Coppa d'Africa 2021                                                 | -                                                                         |                                                                           |
| 17-11-2020                                                                | Toamasina                                                                 | Madagascar                                                                | 1 – 1                                                                     | Costa d'Avorio                                                            | Qual. Coppa d'Africa 2021                                                 | -                                                                         |                                                                           |
| 11-11-2021                                                                | Cotonou                                                                   | Benin                                                                     | 2 – 0                                                                     | Madagascar                                                                | Qual. Mondiali 2022                                                       | -                                                                         |                                                                           |
| 14-11-2021                                                                | Antananarivo                                                              | Madagascar                                                                | 1 – 1                                                                     | Tanzania                                                                  | Qual. Mondiali 2022                                                       | -                                                                         | 69’                                                                       |
| 23-03-2023                                                                | Antananarivo                                                              | Madagascar                                                                | 0 – 3                                                                     | Rep. Centrafricana                                                        | Qual. Coppa d'Africa 2023                                                 | -                                                                         |                                                                           |
| 23-03-2023                                                                | Douala                                                                    | Rep. Centrafricana                                                        | 2 – 0                                                                     | Madagascar                                                                | Qual. Coppa d'Africa 2023                                                 | -                                                                         |                                                                           |
| Totale                                                                    |                                                                           | Presenze                                                                  | 15                                                                        |                                                                           | Reti                                                                      | 1                                                                         |                                                                           |

## Palmarès

### Club

#### Competizioni nazionali
- Coppa di Lega francese: 1

Olympique Marsiglia: 2011-2012

### Individuale
- Squadra della stagione della UEFA Europa League: 1

2016-2017